# Uriah Heep
Uriah Heep este o formație rock din Anglia, formată în decembrie 1969,
când producătorul Gerry Bron l-a invitat pe Ken Hensley (cânta la clape, fusese membru în The Gods and Toe Fat) să se alăture formației Spice, ce purta "eticheta" Bronze Records.
Trupa este legendară în aria hard rock fiind una din precursoarele acestui gen. Cea mai cunoscută piesă a trupei este „Lady in Black”, hit mondial.
Uriah Heep a dezvoltat o amiciție cu trupa rock Iris, a doua cea mai bună trupă rock a României după Phoenix, împreună cu care a concertat în București.